# Продан Тишков – Чардафон
Вижте пояснителната страница за други личности с името Чардафон.
Продан Тишков Проданов, наричан Чардафон и Чардафон Велики(й), е български опълченец-поборник от Руско-турската война (1877 – 1878), сержант-майор в милицията на Източна Румелия, активен участник в Съединението на Княжество България и Източна Румелия в 1885 година, по-късно офицер от Българската армия.

## Биография
Продан Тишков е роден през 1860 г. в град Габрово. Записва се в Българското опълчение и участва в Руско-турска война (1877-1878). След Освобождението служи като сержант-майор в милицията на Източна Румелия. Отговаря за резервистите от село Голямо Конаре, днес град Съединение.
До 1884 г. Продан Тишков носи прякор Чарда, означаващ стадо говеда. Като подигравка с директора на милицията и жандармерията на Източна Румелия поляка генерал Август фон Дригалски към прякора на Продан Тишков прибавят частицата „фон“ (означаваща „от“ на немски, но възприемана като белег за аристократичен произход) и той става Чардафон. Наречен е иронично Чардафон Великий от Захари Стоянов в негов хумористичен очерк от 1887 г., считан за първата романизирана биография в страната.
Включва се активно в подготовката и провъзгласяването на Съединението. Член е на Тайния революционен комитет (БТЦРК) в Пловдив. Участва на тържествата в памет на Хаджи Димитър на връх Бузлуджа (1885), които изиграват роля на катализатор в подготовката. Организира и предвожда най-голямата чета – Голямоконарската, която на 5 срещу 6 септември 1885 г. влиза в Пловдив. Участва в арестуването на главния управител на Източна Румелия Гаврил Кръстевич и провъзгласяването на Съединението.
В съединена България Продан Тишков служи в кавалерията на Българската армия, достига до военно звание майор. Умира в родния си град Габрово през 1906 г.

## Памет
През 1908 г. в Габрово, в леярната на Иван Недков, е излят първият бронзов бюст на Чардафон Велики по скулптурата на художниците-учители Недялко Каранешев и Стефан Ковачев, изработен от Митика Петреску. Днес до Боровския мост в Габрово е издигната негова конна статуя.
По прякора му Чардафон в Габрово са наречени спортни организации (по футбол, хандбал, волейбол, баскетбол, бокс) и ловно-рибарско дружество.